# Plánice (zámek)
Plánice je tvrz přestavěná na zámek ve stejnojmenném městě v okrese Klatovy. Od poloviny šestnáctého století bývala centrem samostatného panství, k jehož významným majitelům patřili Šternberkové, Martinicové a Wallisové. Zámecký areál je od roku 1964 chráněn jako kulturní památka.

## Historie
Prvním panským sídlem v Plánici byla renesanční tvrz, kterou si po roce 1556 nechal postavit Vilém ze Šternberka poté, co od svého otce Adama ze Šternberka dostal městečko do správy. Definitivně se jeho majitelem stal, až když Adam v roce 1560 zemřel. Samostatným panstvím Plánice zůstala jen do roku 1562, kdy Vilém ze Šternberka zemřel a městečko zdědil bratr Ladislav ze Šternberka, který jej připojil k zelenohorskému panství. Kateřina z Lokšan, vdova po Ladislavovi, se podruhé vdala za Jiřího Popela z Lobkovic, a plánické panství si poté rozdělili jeho synové Ferdinand a Ladislav.
Ke konečnému oddělení Plánice od Zelené hory došlo až roku 1638, kdy Plánici získal Jaroslav Bořita z Martinic. Dědicem plánického panství se po jeho smrti stal syn Maxmilián Valentin z Martinic. Nejprve však musel pravděpodobně vyplatit podíly svých bratrů. Doložena je koupě jedné čtvrtiny statku od vyšehradského probošta Ferdinanda Leopolda Benna z Martinic. Maxmilián Valentin vlastnil také severočeská panství Ahníkov a Prunéřov, která se stala spolu s Plánicí a Němčicemi základem bořitovského svěřenství. Po otcově smrti Plánice 24. srpna 1678 připadla Jiřímu Adamovi z Martinic.
Někdy na počátku osmnáctého století byla stará tvrz přestavěna na barokní zámek. Jiří Adam později zdědil také Smečno, a když roku 1714 zemřel, získal tento majetek syn Adolf Bernart z Martinic. Dalším dědicem se stal Adolfův mladší bratr František Michal († 1760) a po něm František Karel, vnuk Maxmilíána Guidobalda, bratra Jiřího Adama. Františkem Karlem rod Martiniců dne 29. listopadu vymřel po meči. Většina majetku byla rozdělena mezi ženy rodu Martiniců, ale Plánice byla ještě předtím roku 1790 prodána hraběti Františku Wallisovi, svobodnému pánu z Karighmainu. O sedm let později po něm Plánici zdědil bratr Josef a dále jeho syn Maxmilián a vnuk Josef Arnošt Wallis. Jejich potomkům statek patřil až do roku 1918, kdy jej koupila Marie Anna Schaffgotschová, jejíž rodině zůstal až do roku 1945. Ve druhé polovině dvacátého století byly v budově zámku zřízeny byty a kanceláře Jednotného zemědělského družstva Úslava.

## Stavební podoba
Jádrem zámku je jednopatrová dvoukřídlá budova (čp. 181) s mansardovou střechou. K ní patří také administrativní budova (čp. 1) s přilehlou hospodářskou budovou, domy čp. 240, 241 a 257, stodola, bývalý pivovar (čp. 179), sýpka a ohradní zeď s bránou.